# RD-861
O RD-861 é um motor soviético de foguete de combustível líquido que queimava UDMH e N2O4 num ciclo gerador de gás. Ele possui uma câmara de combustão principal e quatro bocais móveis alimentados pela saída do gerador de gás, exercendo a função de controle de atitude. Ele pode ser religado apenas uma vez.

## Versões
- RD-854 (GRAU Index: 8D612): Versão inicial desenvolvida para o terceiro estágio do R-36ORB FOBS.[3][4]
- RD-861 (GRAU Index: 11D25): Versão desenvolvida para o terceiro estágio do Tsyklon-3. Também conhecida como D-25. [2]
- RD-861K: Versão melhorada do RD-861, desenvolvida para o terceiro estágio do Tsyklon-4. Os bocais auxiliares móveis foram substituídos por um sistema que movimentava todo o motor. O isp foi aumentado, o tempo de queima triplicado e podia ser religado três vezes.[5][6]